# Huétor Vega
Huétor Vega è un comune spagnolo di 11 551 abitanti situato nella comunità autonoma dell'Andalusia.